# Memórias (De Onde Eu Nunca Fui)
Memórias (De Onde Eu Nunca Fui) é o terceiro álbum de estúdio da banda brasileira Lagum, lançado em 10 de dezembro de 2021, através da Sony Music Brasil.

## Antecedentes
Lagum lançou seu segundo álbum de estúdio, Coisas da Geração, em 14 de junho de 2019. Em março de 2020, Lagum lançou "Hoje Eu Quero Me Perder" destinada a ser o primeiro single do terceiro álbum de estúdio da banda. Em junho, a banda lançou "Será", em colaboração com Iza. Em setembro de 2020, o baterista da banda, Tio Wilson, morreu aos 34 anos. Em outubro, a banda dedicou a canção "Ninguém Me Ensinou" a ele.

## Lançamento e promoção
Lagum pretendia lançar o álbum em julho de 2020, mas foi adiado devido a pandemia de COVID-19. Em 24 de novembro de 2021, Lagum anunciou que o álbum se chamaria Memórias (De Onde Eu Nunca Fui) e que seria lançado em 10 de dezembro de 2021. A pré-venda do álbum foi disponibilizada com o anúncio.
Dia 25 de novembro de 2022 lançaram em mídia física.

### Singles
Memórias (De Onde Eu Nunca Fui) é promovido por cinco singles. O primeiro single, "Ninguém Me Ensinou", foi lançado em 2 de outubro de 2020. A canção é uma homenagem ao baterista da banda Tio Wilson. O segundo single, "Musa do Inverno", foi lançado em 28 de janeiro de 2021. O terceiro single, "Eu e Minhas Paranoias", foi lançado em 29 de abril de 2021. "Eita Menina", com Mart'nália e L7nnon, foi lançada em 22 de julho de 2021 como quarto single. "Descobridor", com Emicida, foi lançada em 25 de novembro de 2021 como quinto single. "Veja Baby" foi lançada como sexto single em 12 de dezembro de 2021.
"Veja Baby" foi lançada como sexto single em 12 de dezembro de 2021.

## Lista de faixas
| Memórias (De Onde Eu Nunca Fui) — Edição padrão |                                         |                                                                     |                |         |  |
| N.º                                             | Título                                  | Compositor(es)                                                      | Produtor(es)   | Duração |  |
| 1.                                              | "Ninguém Me Ensinou"                    | Tio Wilson Jorge Pedro Calais Francisco Jardim Zani                 | Los Brasileros | 2:37    |  |
| 2.                                              | "Veja Baby"                             |                                                                     |                | 2:38    |  |
| 3.                                              | "Descobridor" (com Emicida)             | Julio Andrade Tio Wilson Jorge Calais Jardim Zani                   | Pedro Peixoto  | 3:08    |  |
| 4.                                              | "Eu Te Amo"                             |                                                                     |                | 3:08    |  |
| 5.                                              | "Não Vou Falar de Amor"                 |                                                                     |                | 2:29    |  |
| 6.                                              | "Eu e Minhas Paranoias"                 | Tio Wilson Jorge Calais Jardim Zani                                 | Dudu Marote    | 2:54    |  |
| 7.                                              | "Musa do Inverno"                       | Tio Wilson Jorge Calais Jardim Zani                                 | Los Brasileros | 2:31    |  |
| 8.                                              | "Eita Menina" (com L7nnon e Mart'nália) | Lennon Arthur Marques Mike Guto Tio Wilson Jorge Calais Jardim Zani | Papatinho      | 3:07    |  |
| 9.                                              | "Playground"                            |                                                                     |                | 1:56    |  |
| 10.                                             | "Festa Jovem"                           |                                                                     |                | 1:52    |  |
| Duração total:                                  | Duração total:                          | Duração total:                                                      | Duração total: | 26:26   |  |

## Histórico de lançamento
| País   | Data                   | Formato(s)                 | Gravadora  | Ref.   |
| ------ | ---------------------- | -------------------------- | ---------- | ------ |
| Vários | 10 de dezembro de 2021 | Download digital streaming | Sony Music | [ 16 ] |
| Brasil | 25 de novembro de 2022 | CD                         | Sony Music | [ 17 ] |